# 리하이 (선지자)
리하이(Lehi) 또는 레히는 몰몬경의 등장인물로 시드키야 왕 시절에 예루살렘에 살았다고 하는 선지자이다. 예루살렘을 떠나 약속의 땅으로 가족들을 이끌고 이사갔다고 전해진다.

## 몰몬경에 등장하는 다른 리하이
- 힐라맨의 작은 아들이자 니파이인 선교사 리하이
- 앨마서에 등장하는 조램(Zoram)의 아들 니하이